# Прапор Французьких Південних і Антарктичних Територій
Прапор Французьких Південних і Антарктичних Територій офіційний прапор заморської території Французькі Південні і Антарктичні Території. До цього часу використовувався прапор Франції.